# Metallarme Mine

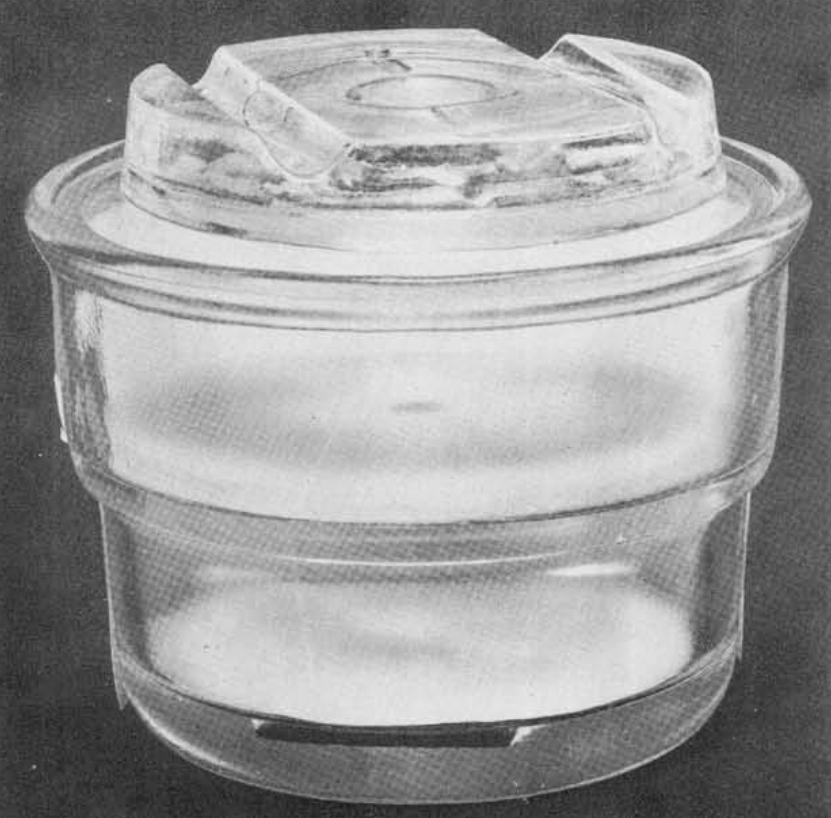
Aus Glas gefertigter Korpus einer Glasmine 43, einer der ersten metallfreien Antipersonenminen aus der Zeit des Zweiten Weltkriegs

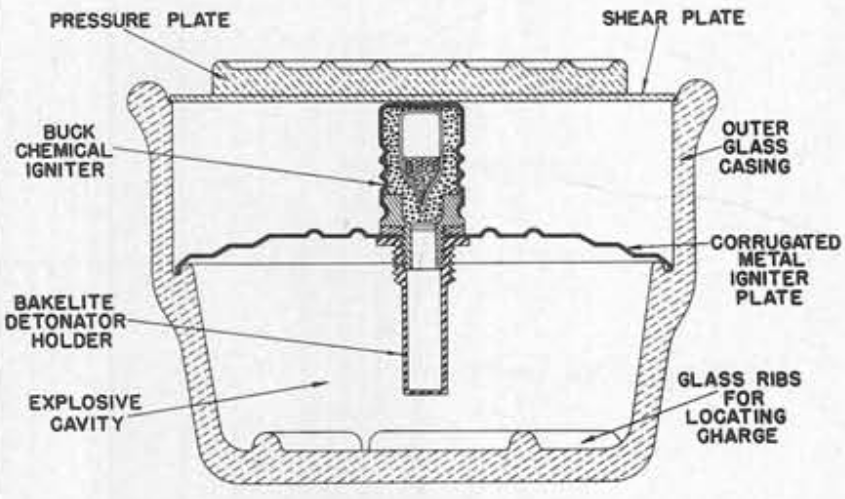
Diagramm einer Glasmine 43 aus einem Handbuch der US Army

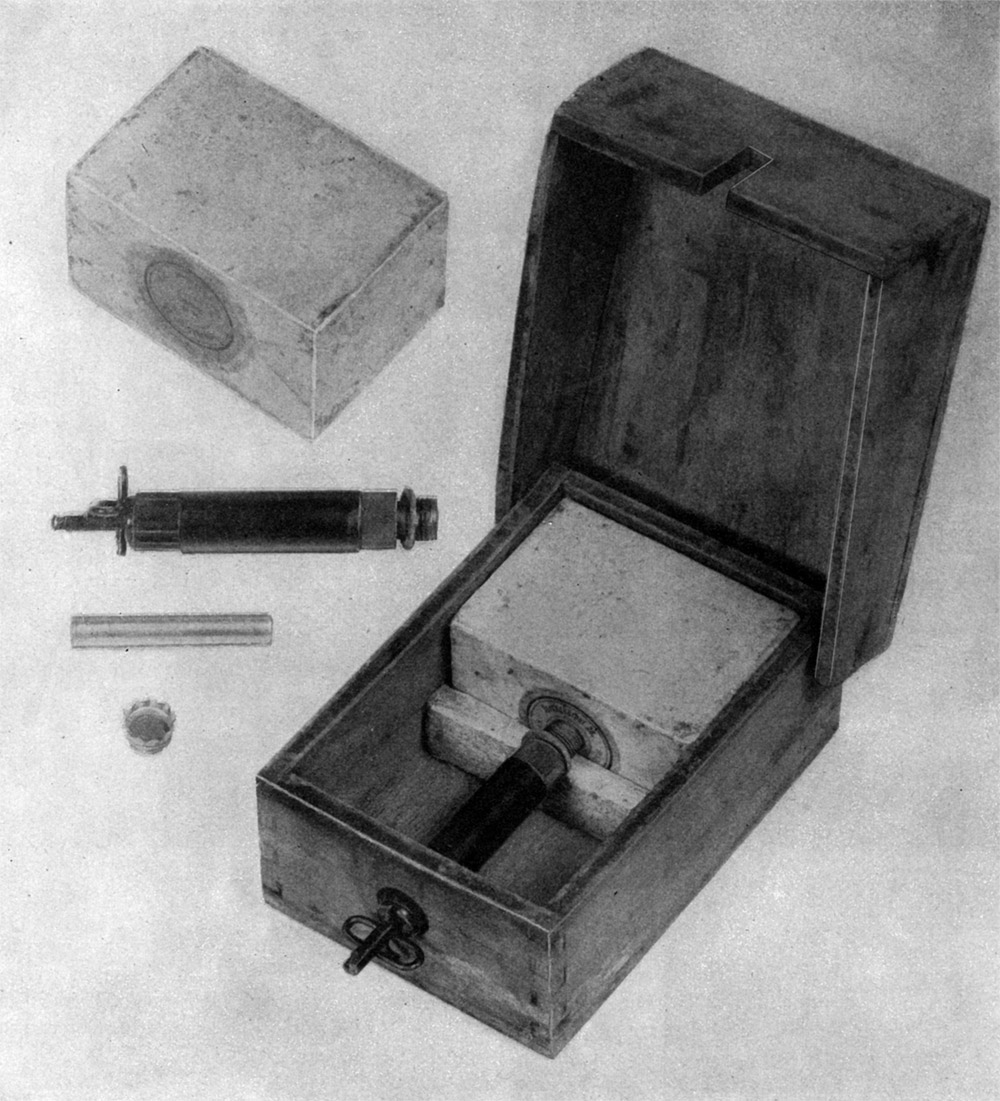
Deutsche Schützenmine 42. Der Korpus besteht aus Holz, der Zünder aus Metall. Diese Mine konnte u. U. noch mittels Metalldetektor erkannt werden.

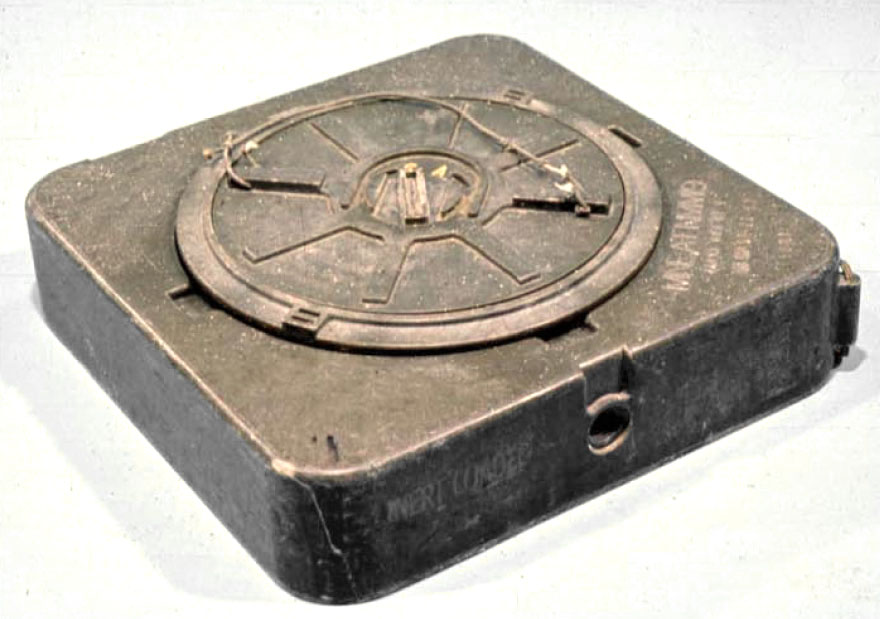
Metallarme US-amerikanische M19-Antipanzermine. Die Mine wiegt 12,56 kg, von denen 2,86 g aus Metall bestehen

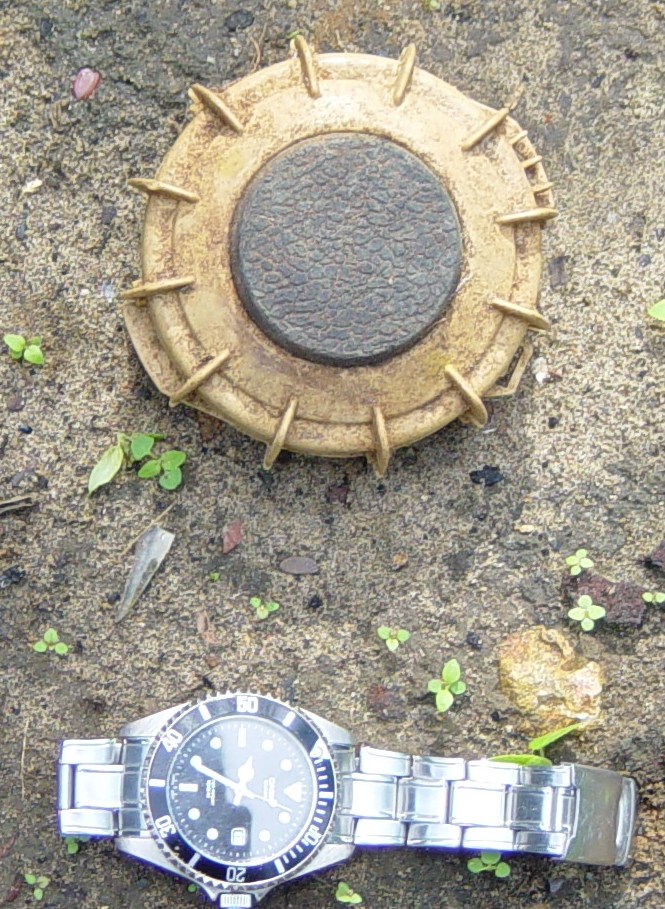
Italienische VS-50 Antipersonenmine (und eine Armbanduhr)

Metallarme bzw. metallfreie Minen sind spezielle Arten von Landminen. Im Gegensatz zu gewöhnlichen Landminen ist bei ihnen der Metallanteil möglichst stark reduziert oder es wird überhaupt kein Metall verwendet. Metallarme Minen können sowohl Antipersonenminen, als auch Antipanzerminen, aber auch improvisierte Sprengsätze sein. Statt Metallen werden normalerweise Werkstoffe wie Kunststoffe, Glas, Holz, Keramik, Zement, Beton oder Gestein verwendet.
Diese Art von Minen soll folgenden zusätzlichen Zwecken dienen:
- Erschwertes Auffinden der Minen durch den Feind, dadurch auch erhöhter Zeit- und Materialaufwand für Räumung der Minen und Überwinden einer entsprechenden Minensperre
- Einsparen metallischer Rohstoffe bei der Produktion der Minen und Nutzung dieser eingesparten Metalle für andere (Kriegs-)Güter
- Erhöhte Lebensdauer der verlegten Minen bei Verwendung entsprechender Werkstoffe wie Glas und Kunststoff aufgrund von geringerer Korrosion; so sind Minen aus Glas bei entsprechender Abdichtung nahezu unbegrenzt haltbar

## Konstruktion
Entwicklungshistorisch wäre die erste Stufe eine Mine bei der Gehäuse, Zünder, sonstiges Innenleben und ggf. die Splitterfüllung aus Metall gefertigt sind. Nahezu der einzige nicht metallische Bestandteil ist dann der enthaltene Sprengstoff. Die zweite Entwicklungsstufe wäre es dann das Gehäuse z. B. aus Holz zu fertigen. Die dritte Entwicklungsstufe wäre dann eine Mine, bei der alle Bestandteile die einfach aus nichtmetallischen Werkstoffen hergestellt werden können entsprechend umgestellt werden. Dies betrifft vor allem das Gehäuse, das Innenleben bis auf den Zünder und ggf. die Splitterfüllung. Es verbleiben somit nur Kleinstteile des (mechanischen) Zünders, die weiterhin aus Metall bestehen, wodurch die metallische Gesamtmasse sich normalerweise im Bereich von unter 3 g bewegt. Beispiele für Bestandteile die nun noch metallisch sind wären z. B. Federn, Schlagbolzen und Scherbolzen. Die letzte Entwicklungsstufe ist dann die komplett metallfreie Mine. Dies wird für gewöhnlich erreicht, indem man den einfachen mechanischen Zünder durch einen chemischen Zünder ersetzt oder einen komplexeren mechanischen Zünder aus nichtmetallischen Werkstoffen konstruiert.

## Historie
Eine der ersten metallarmen Antipersonenminen war 1943 im Zweiten Weltkrieg die deutsche Glasmine 43 mit Hebelzünder 44 und später einem metallfreien chemischen Zünder. Von diesen Minen wurden 1944–1945 ca. 11 Millionen Stück hergestellt. Eine der ersten metallfreien Antipanzerminen war 1944 die deutsche Topfmine. Mit den zu dieser Zeit gebräuchlichen Metalldetektoren waren diese Minen nicht zu erkennen. Nach Ende des Zweiten Weltkriegs und mit dem Aufkommen von Kunststoffen bei industriellen Produkten werden auch metallarme Minen seitdem primär aus Kunststoffen hergestellt. Von den 1970er Jahren bis 1993 (Ottawa-Konvention) waren italienische Rüstungsfirmen einige der weltweiten Hauptlieferanten für metallarme Minen.

## Minenräumung
Das Problem der Räumung besteht darin die Minen sicher zu finden. Da metallfreie Minen per Definition kein Metall enthalten sind sie mit gewöhnlichen Metalldetektoren nicht zu orten. Für die Minenräumung bieten sich daher beispielsweise die folgenden alternativen Optionen der Suche an:
- manuelle Minensuche, z. B. mittels Minensuchnadel, was sehr zeitaufwendig ist.
- Nutzung von Tieren (z. B. Spürratten) die den Sprengstoff der Minen wittern und durch ihr geringes Gewicht die Minen nicht auslösen.[9]
- maschinelles Minenräumen, z. B. mittels Minenräumpanzern wie dem deutschen Keiler.[10][11][12]

Mitunter besteht von Seiten des Nutzers von metallarmen Minen der Wunsch diese nach dem Verlegen leichter wiederfinden zu können. Hierzu bieten einigen Minen wie die italienische VS-50 z. B. die Option ein zusätzliches Metallstück anzubringen. Einen exotischeren Weg beschritten hier die Deutschen bei der Topfmine. Sie beschichteten die Mine mit einer schwarzen Substanz, dem sogenanntem Tarnsand. Dieser war radioaktiv und konnte leicht mittels Geigerzähler geortet werden.
Es ist nicht unüblich, dass metallhaltige Antipanzerminen, wie die sowjetische TM-46, in Feldern gemischt mit metallarmen Antipersonenminen, wie der PMA-2, verlegt werden. Das Ziel hierbei ist die Räumung der Antipanzerminen durch Personen mit Metalldetektoren zu erschweren. Da die Antipanzerminen mehrere Kilo Metall und die Antipersonenminen nur wenige Gramm Metall enthalten, ergibt sich um jede Antipanzermine herum ein gewisser Bereich, in dem der Metalldetektor auf das Metall in der Antipanzermine anspricht und die metallarmen Antipersonenminen nicht mehr erkennen kann. In diesem Bereich ist der Metalldetektor also blind für die Antipersonenminen, wodurch der Benutzer des Metalldetektors gefährdet wird.

## Beispiele
- Schützenmine 42, Deutschland, 1942
- Glasmine 43, Deutschland, 1943
- Topfmine, Deutschland, 1944
- M19, USA, 1965, auch hergestellt in Chile, Südkorea, Türkei und Iran
- PRB M-409, Belgien
- TMA-3, Jugoslawien/Serbien
- PMA-2, Jugoslawien/Serbien
- PMA-3, Jugoslawien/Serbien, 1970
- VS-50, Italien (Valsella Meccanotecnica SpA), auch hergestellt im Iran, Ägypten, Schweden, Singapur[14]
- VS-MK2, Italien (Valsella Meccanotecnica SpA)
- SB-33, Italien (Misar SpA), 1977, auch hergestellt in Griechenland, Portugal, Spanien
- SB-81, Italien (Misar SpA), 1981, auch hergestellt im Iran, Portugal, Spanien
- TS-50, Italien (Tecnovar Italiana SpA), auch hergestellt im Iran und Ägypten[15]
- TC/3.6 und TC/6, Italien (Tecnovar Italiana SpA), 1970, auch hergestellt in Ägypten